# Hydrema
Hydrema je danski proizvajalec zgibljivih kiperjev in vozil za čiščenje minskih polj. Sedež podjetja je v kraju Støvring, Danska. 
Leta 1959 sta Aksel Kyed in Kjeld W. Jensen ustanovila podjetje "Kyed & Werner Jensen", sprva so proizvajali hidravlično opremo za kopače in sisteme za ogrevanje. Leta 1960 se je podjetje razdelilo, Kjeld W. Jensen je začel z znamko Hydrema.

## Izdelki
- Hydrema 912D - gibljivi kiper
- Hydrema 922C - gibljivi kiper
- Hydrema 910 - vozilo za čiščenje minskih polj